# Джур модо
Джур модо са етническа група в Судан и Южен Судан, наброяваща малко над 50 хил. души.
Представителите на народа говорят езика джур модо, който спада към нило-сахарското езиково семейство.
Някои от хората джур модо владеят поне още 1 език, сред които арабски, динка, мору, бака и занде.
Основната религия, която изповядват е анимизъм.
Джур модо се занимават предимно със земеделие и водят изолиран начин на живот.